# Баркас
 Тази статия е за автомобилния завод.  За вида лодка вижте баркас (лодка).  
Barkas (VEB Barkas-Werke) е източногермански производител на лекотоварни автомобили, член на Industrieverband Fahrzeugbau (IFA) – обединението на производителите на транспортни средства в ГДР. Основана през 1958 г., в периода от 1961 до 1991 г. произвежда микробуси и ванове за доставка от модела B1000, както и леки камиони и специални превозни средства на тяхна база.
Производството е създадено на базата на национализирания от правителството на ГДР автомобилен завод Framo в Карлмарксщат (сега Кемниц).
Монтажното производство на предприятието се характеризира с ниска автоматизация и висок дял на ръчен труд. В същото време единственият произведен модел не е подлаган на сериозна модернизация в продължение на няколко десетилетия и към началото на 90-те години вече е много остарял. След обединението на Германия продуктите на Barkas се оказват неконкурентоспособни и на 10 април 1991 г. поточната линия на автомобилната фабрика е спряна.
През 1993 г. оборудването на компанията е демонтирано и опаковано за изпращане в Русия, за да се организира производството на микробуси в Кировския завод близо до Санкт Петербург, но поради липсата на свободно конвертируема валута от руска страна сделката не е осъществена и цялото подготвено за изпращане оборудване е предадено за скрап.
Днес на мястото на бившия завод в Кемниц се намира заводът за сглобяване на двигатели на Volkswagen.

## Особености
Оригиналният B1000 има 3-цилиндров двутактов двигател, но малко преди производството да бъде прекратено, за модела B1000/1 двигателят е заменен с 4-тактов, произведен по лиценз на Volkswagen. Произведени са 175 740 броя B1000 и 1961 броя B1000/1.
Интересна е историята на двутактовия двигател. Създаден през 1936 г., той е предназначен да задвижва генератори в противобомбени укрития по време на войната. Същият двигател е използван за задвижване и на предшественика на В1000, отличаващ се с дървена конструкция на купето и задно карданно задвижване, както и на няколко модификации на лекия автомобил Wartburg. Двигателят е прост, надежден и лесен за поддръжка, като в годините са правени най-различни модификации – промени по всмукателната и изпускателната система, промени в буталата, коляновия вал, цилиндровата глава и запалителната система, като са повишавани мощността и въртящият момент.
Barkas развива 130 – 140 km/h, дори натоварен, но е слаб при изкачването на по-големи наклони.

## Галерия
- Barkas B1000
- Два буса Barkas в различни варианти
- Barkas B1000
- Товарен Barkas B1000